# Josuha Guilavogui
Josuha Guilavogui (Ollioules, 19 settembre 1990) è un calciatore francese, di origini guineane, centrocampista del Leeds Utd.

## Biografia
È fratello maggiore di Morgan Guilavogui, anch'egli calciatore professionista.

## Caratteristiche tecniche
Giocatore dotato di un fisico possente, classico mediano recuperatore di palloni a centrocampo. Guilavogui ricorda per caratteristiche e struttura atletica il suo connazionale Patrick Vieira, nonostante il fisico è dotato di buona tecnica e buona rapidità.

## Carriera

### Club

#### Saint-Étienne e Atlético Madrid
Cresce nelle giovanili del Saint-Étienne, per poi approdare in prima squadra, dove gioca dal 2009 al 2013, totalizzando globalmente 120 presenze e 9 gol.
Il 2 settembre 2013 passa all'Atlético Madrid per circa 10 milioni, qui però non riesce a trovare molto spazio, per cui il 31 gennaio 2014 fa ritorno sino al termine della stagione al Saint-Étienne.

#### Wolfsburg e prestito al Bordeaux
Il 7 agosto 2014, Guilavogui passa in prestito biennale al Wolfsburg in Bundesliga, dove si ritaglia sin da subito un posto da titolare.
Il 17 maggio 2016, viene riscattato definitivamente dal club tedesco, firmando un contratto valido sino al giugno 2019.
Il 30 gennaio 2022 passa in prestito fino a fine stagione al Bordeaux.
Rientrato al Wolfsburg, va a segno alla prima giornata del nuovo campionato, nel pareggio per 2-2 contro il Werder Brema. Milita nel club per un'altra stagione, al termine della quale non rinnova il proprio contratto in scadenza, lasciando così i bianco-verdi dopo nove anni.

#### Magonza e Leeds United
Il 25 settembre 2023, Guilavogui si unisce da svincolato al Magonza, sempre in Bundesliga.
Il 23 ottobre 2024, sempre da svincolato, si trasferisce al Leeds Utd.

### Nazionale
Ha fatto tutta la trafila delle nazionali giovanili francesi, dall'Under-18 sino all'Under 21.
Il 5 giugno 2013 ha debuttato ufficialmente con la nazionale maggiore, in amichevole a Montevideo contro l'Uruguay.

## Statistiche

### Presenze e reti nei club
Statistiche aggiornate al 30 giugno 2022.
| Stagione             | Squadra              | Campionato           | Campionato | Campionato | Coppe nazionali | Coppe nazionali | Coppe nazionali | Coppe continentali | Coppe continentali | Coppe continentali | Altre coppe | Altre coppe | Altre coppe | Totale | Totale |
| Stagione             | Squadra              | Comp                 | Pres       | Reti       | Comp            | Pres            | Reti            | Comp               | Pres               | Reti               | Comp        | Pres        | Reti        | Pres   | Reti   |
| -------------------- | -------------------- | -------------------- | ---------- | ---------- | --------------- | --------------- | --------------- | ------------------ | ------------------ | ------------------ | ----------- | ----------- | ----------- | ------ | ------ |
| gen.- giu. 2009      | Saint-Étienne        | L1                   | 0          | 0          | CF+CdL          | 1+0             | 0               | CU                 | 0                  | 0                  | -           | -           | -           | 1      | 0      |
| 2009-2010            | Saint-Étienne        | L1                   | 2          | 0          | CF+CdL          | 1+0             | 0               | -                  | -                  | -                  | -           | -           | -           | 3      | 0      |
| 2010-2011            | Saint-Étienne        | L1                   | 22         | 1          | CF+CdL          | 0+2             | 0               | -                  | -                  | -                  | -           | -           | -           | 24     | 1      |
| 2011-2012            | Saint-Étienne        | L1                   | 32         | 2          | CF+CdL          | 1+1             | 1+0             | -                  | -                  | -                  | -           | -           | -           | 34     | 3      |
| 2012-2013            | Saint-Étienne        | L1                   | 38         | 3          | CF+CdL          | 3+4             | 2+0             | -                  | -                  | -                  | -           | -           | -           | 45     | 5      |
| 2013-2014            | Saint-Étienne        | L1                   | 2          | 0          | CF+CdL          | 0+0             | 0               | UEL                | 2                  | 0                  | -           | -           | -           | 6      | 0      |
| set.-2013 gen.-2014  | Atlético Madrid      | PD                   | 1          | 0          | CR              | 4               | 0               | UCL                | 2                  | 0                  | -           | -           | -           | 7      | 0      |
| gen.-giu. 2014       | Saint-Étienne        | L1                   | 7          | 0          | CF+CdL          | 0+0             | 0               | UEL                | 0                  | 0                  | -           | -           | -           | 7      | 0      |
| Totale Saint-Étienne | Totale Saint-Étienne | Totale Saint-Étienne | 103        | 6          |                 | 13              | 3               |                    | 4                  | 0                  |             | -           | -           | 120    | 9      |
| 2014-2015            | Wolfsburg            | BL                   | 27         | 1          | CG              | 5               | 0               | UEL                | 10                 | 1                  | -           | -           | -           | 42     | 2      |
| 2015-2016            | Wolfsburg            | BL                   | 30         | 2          | CG              | 2               | 0               | UCL                | 9                  | 0                  | SG          | 1           | 0           | 42     | 2      |
| 2016-2017            | Wolfsburg            | BL                   | 21         | 0          | CG              | 0               | 0               | -                  | -                  | -                  | -           | -           | -           | 21     | 0      |
| 2017-2018            | Wolfsburg            | BL                   | 31         | 3          | CG              | 4               | 0               | -                  | -                  | -                  | -           | -           | -           | 35     | 3      |
| 2018-2019            | Wolfsburg            | BL                   | 19         | 2          | CG              | 1               | 0               | -                  | -                  | -                  | -           | -           | -           | 20     | 2      |
| 2019-2020            | Wolfsburg            | BL                   | 25         | 0          | CG              | 1               | 0               | UEL                | 6                  | 0                  | -           | -           | -           | 32     | 0      |
| 2020-2021            | Wolfsburg            | BL                   | 20         | 0          | CG              | 3               | 1               | UEL                | 3                  | 1                  | -           | -           | -           | 26     | 2      |
| 2021-gen. 2022       | Wolfsburg            | BL                   | 15         | 0          | CG              | 1               | 0               | UCL                | 5                  | 0                  | -           | -           | -           | 21     | 0      |
| Totale Wolfsburg     | Totale Wolfsburg     | Totale Wolfsburg     | 188        | 8          |                 | 13              | 1               |                    | 33                 | 2                  |             | 1           | 0           | 204    | 11     |
| gen.-giu. 2022       | Bordeaux             | L1                   | 15         | 1          | CF              | 0               | 0               | -                  | -                  | -                  | -           | -           | -           | 15     | 1      |
| Totale carriera      | Totale carriera      | Totale carriera      | 311        | 15         |                 | 34              | 4               |                    | 37                 | 2                  |             | 1           | 0           | 383    | 21     |

### Cronologia presenze e reti in nazionale
| Cronologia completa delle presenze e delle reti in nazionale ― Francia | Cronologia completa delle presenze e delle reti in nazionale ― Francia | Cronologia completa delle presenze e delle reti in nazionale ― Francia | Cronologia completa delle presenze e delle reti in nazionale ― Francia | Cronologia completa delle presenze e delle reti in nazionale ― Francia | Cronologia completa delle presenze e delle reti in nazionale ― Francia | Cronologia completa delle presenze e delle reti in nazionale ― Francia | Cronologia completa delle presenze e delle reti in nazionale ― Francia |
| Data                                                                   | Città                                                                  | In casa                                                                | Risultato                                                              | Ospiti                                                                 | Competizione                                                           | Reti                                                                   | Note                                                                   |
| ---------------------------------------------------------------------- | ---------------------------------------------------------------------- | ---------------------------------------------------------------------- | ---------------------------------------------------------------------- | ---------------------------------------------------------------------- | ---------------------------------------------------------------------- | ---------------------------------------------------------------------- | ---------------------------------------------------------------------- |
| 5-6-2013                                                               | Montevideo                                                             | Uruguay                                                                | 1 – 0                                                                  | Francia                                                                | Amichevole                                                             | -                                                                      | 67’                                                                    |
| 9-6-2013                                                               | Porto Alegre                                                           | Brasile                                                                | 3 – 0                                                                  | Francia                                                                | Amichevole                                                             | -                                                                      |                                                                        |
| 14-08-2013                                                             | Bruxelles                                                              | Belgio                                                                 | 0 – 0                                                                  | Francia                                                                | Amichevole                                                             | -                                                                      |                                                                        |
| 6-9-2013                                                               | Tbilisi                                                                | Georgia                                                                | 0 – 0                                                                  | Francia                                                                | Qual. Mondiali 2014                                                    | -                                                                      | 78’                                                                    |
| 10-9-2013                                                              | Homel'                                                                 | Bielorussia                                                            | 2 – 4                                                                  | Francia                                                                | Qual. Mondiali 2014                                                    | -                                                                      | 90+3’                                                                  |
| 18-11-2014                                                             | Marsiglia                                                              | Francia                                                                | 1 – 0                                                                  | Svezia                                                                 | Amichevole                                                             | -                                                                      | 86’                                                                    |
| 29-3-2015                                                              | Saint-Étienne                                                          | Francia                                                                | 2 – 0                                                                  | Danimarca                                                              | Amichevole                                                             | -                                                                      | 60’                                                                    |
| Totale                                                                 |                                                                        | Presenze                                                               | 7                                                                      |                                                                        | Reti                                                                   | 0                                                                      |                                                                        |

## Palmarès

### Club

#### Competizioni nazionali
- Coppa di Lega francese: 1

Saint-Étienne: 2012-2013
- Coppa di Germania: 1

Wolfsburg: 2014-2015
- Supercoppa di Germania: 1

Wolfsburg: 2015
- Campionato inglese di seconda divisione: 1

Leeds Utd: 2024-2025